# Babis vovos

Das Logo des Unternehmens

Babis Vovos International Construction (BVIC), griechisch: Μπάμπης Βωβός - Διεθνής Τεχνική (ΜΒΔΤ), kurz babis vovos, ist ein führendes Bauunternehmen in Griechenland. Geführt wird es vom Firmengründer Babis Vovos und dessen Sohn Aris Vovos, der in Griechenland ein bekannter Sportler und Präsident des Basketballvereins Marousi Athen ist. Das Unternehmen besitzt und verwaltet Immobilien im Wert von 1,2 Milliarden Euro.
Der Name babis vovos hat vor allem durch seine häufige Präsenz auf Dächern von Gebäuden im Großraum Athen eine hohe Bekanntheit unter den Einwohnern und Besuchern von Griechenland.